# Dielektričnost
Dieléktričnost (oznaka ε) je snovna konstanta, ki opisuje obnašanje dielektrika v električnem polju. V rabi sta dve definiciji. Po prvi je dielektričnost definirana kot razmerje gostote električnega polja D in jakosti električnega polja E v snovi, ki izpolnjuje ves prostor, kjer je električno polje:
{\displaystyle {\vec {\mathbf {D} }}=\varepsilon {\vec {\mathbf {E} }}\!\,.}
Tako definirana dielektričnost ima enako enoto kot influenčna konstanta, A s V-1 m-1.
Po drugi definiciji je dielektričnost (tudi rêlativna dieléktričnost) brezrazsežna količina, definirana kot razmerje med gostoto električnega polja v snovi, ki izpolnjuje ves prostor, kjer je električno polje, in gostoto električnega polja v praznem prostoru, če dielektrik odstranimo iz električnega polja:
{\displaystyle \varepsilon ={\frac {D}{\varepsilon _{0}E}}\!\,.}
Tako definirana dielektričnost je brezrazsežno realno število, večje ali enako od 1. Mejni primer ε = 1 ustreza dielektričnosti vakuuma.
Dielektričnost je v splošnem tenzor, v izotropnih snoveh pa jo lahko nadomestimo s skalarjem.
V splošnem nam dielektrična konstanta pove kako močno se bo v snovi prerazporedil naboj ob prisotnosti zunanjega električnega polja. Večja kot je le ta, bolj močno se bodo ločili pozitivni in negativni naboji v snovi.

## Kompleksna dielektričnost
V dielektriku z izgubami imamo v izmeničnem električnem polju opravka tako z ohmskim kot s premikalnim tokom. Sorazmernostno zvezo med gostoto električnega toka in jakostjo električnega polja obdržimo, če uvedemo kompleksno dielektričnost ε*:
{\displaystyle \varepsilon ^{*}=\varepsilon -i{\frac {\sigma }{\omega }}\!\,.}

## Dielektričnost in lomni količnik
Dielektričnost skupaj z magnetno permeabilnostjo μ določa fazno hitrost razširjanja v elektromagnetnega valovanja v snovi:
{\displaystyle v^{2}={\frac {1}{\varepsilon \mu }}\!\,.}
V vakuumu velja zveza:
{\displaystyle c^{2}={\frac {1}{\varepsilon _{0}\mu _{0}}}\!\,.}
Pri tem je c hitrost svetlobe v praznem prostoru, ε0 influenčna konstanta in μ0 indukcijska konstanta.
V optiki navadno raje kot z dielektričnostjo in magnetno permeabilnostjo računamo z lomnim količnikom n, razmerjem med fazno hitrostjo razširjanja elektromagnetnega valovanja v praznem prostoru in hitrostjo razširjanja v snovi:
{\displaystyle n={\sqrt {\varepsilon \mu }}\!\,.}
Pri tem sta ε in μ relativna dielektričnost in relativna magnetna permeabilnost.
V preglednici so navedene dielektričnosti nekaterih snovi pri 18 °C.
| snov             | εr      | lomni količnik |
| ---------------- | ------- | -------------- |
| vakuum           | 1,0     | 1,0000         |
| zrak             | 1,00059 | 1,0003         |
| benzol           | 2,28    |                |
| kalijev klorid   | 4,94    |                |
| voda             | 80,1    | 1,333          |
| voda (0 °C)      | 88,0    |                |
| voda (100 °C)    | 55,3    |                |
| glicerin         | 42,5    |                |
| metanol          | 32,6    |                |
| petrolej         | 2       |                |
| porcelan         | 2-6     |                |
| steklo           | 6-8     |                |
| posebna keramika | do 4000 |                |
| suha zemlja      | 3,9     |                |
| mokra zemlja     | 29      |                |
| papir (suho)     | 2,0     |                |
| les (suho)       | 2 - 6   |                |
| guma             | 3,0     |                |
| led (-20 °C)     | 16      |                |
| amonijak (0 °C)  | 1,007   |                |